# 아제르바이잔의 교육

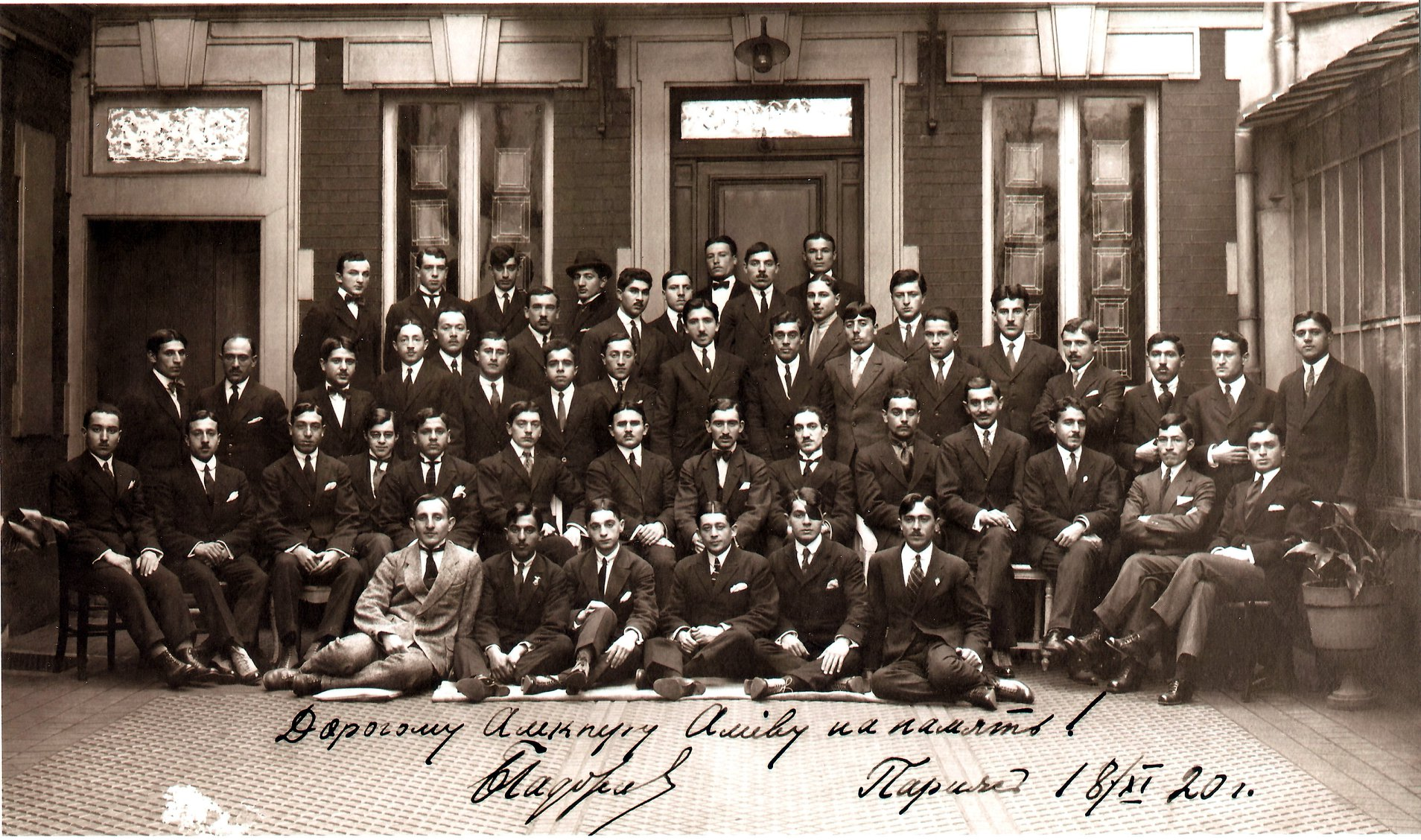
1920년, 파리에서 공부하던 아제르바이잔 학생들

아제르바이잔의 교육은 주로 아제르바이잔 교육부에서 관리하고 있다.
소련연방 시절의 영향으로 과거에는 학년이 총 10년제였고 독립 이후에는 11년제 교육을 실시하고있다. 중등학교(중등, 고등)는 무료이거나 고등교육기관(대학)은 조건부 무료로 상당수는 전액을 지급하고 대학교를 다닌다.

## 역사
소비에트 시대 이전의 아제르바이잔 교육에는 어린 시절부터 시작되는 이슬람교 집중교육이 포함되어 있었다. 대략 5세 정도부터의 때로는 20세까지의 학생들이 모스크와 제휴 교육기관인 마드라사에 참석했다. 17세기와 18세기에 마드라사는 주요 도시에서 별도의 교육기관으로 설립되었지만 교육의 종교적 요소는 여전히 중요했다. 1865년에 최초의 기술 고등학교와 최초의 여성 고등학교가 바쿠에서 문을 열었다. 19세기 후반에 이르러서야 세속 초등학교가 등장하기 시작했다. 통치기간 동안 남캅카스의 고등교육기관과 중등학교 과정에서 아제르바이잔어 사용이 금지되었다. 거의 대부분의 아제르바이잔 소수민족 아동들은 이 시기 동안 정규교육을 거의 제대로 받기 힘들었다. 특히 여성들의 문해율은 매우 낮았고, 거의 학교에 다닐 수 없었다.
소비에트 시대에 이르러 - 1920년대에는 아랍어에서 라틴어로, 1930년대에는 라틴어에서 키릴 문자로 변화가 있었음에도 - 문맹률과 평균 교육수준이 극적으로 상승했다. 소련의 자료에 따르면 1970년에 문해율(9~49세 남녀)은 거의 100%에 육박하게 되었다. 2009년 UN 개발 프로그램 보고서에 따르면 아제르바이잔의 문해률은 99.5%이다.
구 소련 기간 동안 아제르바이잔 교육 시스템은 모든 교육기관을 국가가 통제했고, 모든 교육수준에 스탈린주의 이념 교육을 포함하는 것을 특징으로 하는 모스크바발(發) 표준모형이 중심이었다.
독립 이후, 아제르바이잔 의회가 첫 번째로 통과시킨 법률 중 하나는 키릴 문자를 대체하기 위해 변형된 라틴 알파벳을 채택하는 것이었다. 초기 개혁에는 아제르바이잔어의 사용을 재강조하고 이념적 내용을 제거하며, 소비에트 시대에는 금지되었던 종교교육을 도입하는 등의 교과과정 변화가 포함되었다. 초등학교 이외에도 수천 개의 유치원, 일반 중고등학교, 전문중등학교 및 전문학교 등의 직업학교가 교육기관으로서 기능하였으며, 9학년제 의무교육이 도입되었다. 소비에트 시대가 끝나갈 무렵에는 약 18%의 교육이 러시아어로 이루어졌지만, 1988년부터 러시아어 사용이 꾸준히 줄어들기 시작했다. 오늘날에는 영어와 러시아어를 제2언어 또는 제3언어로서 교육한다.

## 같이 보기
- 아제르바이잔 교육부
- 해재르 대학교